# Duplais Balance
Duplais Balance to limitowany box set Coil, dostępny w przedsprzedaży od listopada i w pełnej sprzedaży od grudnia 2006 roku. Liczba wyprodukowanych box setów wynosiła 250.
Według informacji na stronie Coila, w każdym box secie znajdowały się:
- Butelka absyntu Absinthe Duplais Balance 0,5 l – 60% (design etykiety Peter Christopherson)
- Dwie szklanki do absyntu
- Dwie łyżeczki do absyntu
- CD "Animal are you?"

Wydawnictwo ukazało się jako efekt współpracy wytwórni Threshold House i niemieckiego producenta absyntu Absinthe-Distribution Lion.

## Spis utworów
1. "Animal Are You?" – 11:39